# عشية القديسة أغنيس
عشية القديسة أغنيس هي قصيدة سردية رومانسية مكونة من 42 مقطعًا سبنسريًا، تدور أحداثها في العصور الوسطى. كتبها جون كيتس في عام 1819 ونُشرت في عام 1820. اعتبر العديد من معاصري كيتس، وكذلك الفيكتوريين الذين جاءوا بعده، هذه القصيدة واحدة من أفضل أعماله.
يأتي العنوان من اليوم (أو العشية) الذي يسبق عيد القديسة أغنيس (أو ليلة القديسة أغنيس). القديسة أغنيس، شفيعة العذارى، استشهدت في روما خلال القرن الرابع ميلادي. تحل ليلة القديسة أغنيس في 20 يناير، بينما يُحتفل بالعيد نفسه في 21 يناير. الطقوس التي يشير إليها كيتس في هذه القصيدة مذكورة في كتاب جون أوبري Miscellanies (1696).